# Psephenus falli
Psephenus falli är en skalbaggsart som beskrevs av Thomas Casey 1893. Psephenus falli ingår i släktet Psephenus och familjen Psephenidae. Inga underarter finns listade i Catalogue of Life.